# Петар Хубчев
Петар Канчев Хубчев (буг. Петър Кънчев Хубчев; 26. фебруар 1964) бивши је бугарски фудбалер, након завршетка играчке каријере постао је фудбалски тренер. Био је селектор фудбалске репрезентације Бугарске.

## Каријера

### Клуб
Хубчев је поникао у локалном клубу Осам из Ловеча (садашњи назив клуба је Литекс Ловеч). Играо је у одбрани као либеро. Укупно је одиграо 249 првенствених утакмица у дресу Осама, у то време су га уочили тренери репрезентације и позван је да игра за национални тим.
Године 1989. прешао је у Левски из Софије, где је за пет година играња освојио два бугарска првенства и два национална купа. Након успешног наступа на Светском првенству 1994, Хубчев је потписао уговор са немачким Хамбургом, у једном тренутку је био капитен екипе.
Године 1996. прелази у Ајнтрахт из Франкфурта, а ту је и завршио каријеру у 38. години живота.

### Репрезентација
За бугарску репрезентацију је дебитовао 25. априла 1984. у мечу са Грчком. Учествовао је на финалним турнирима Светског првенства 1994. (7 утакмица, четврто место) и Европском првенству 1996. (2 меча). На квалификационом турниру за Европско првенство 1996. био је капитен репрезентације. Последњи меч за репрезентацију одиграо је 1. септембра 1996. против Израела. Укупно је за репрезентацију одиграо 35 утакмица.

### Тренер
Године 2003. га је позвао селектор Пламен Марков за свог помоћника у бугарској репрезентацији, која је успела да се квалификује за Европском првенству 2004. у Португалу. После Европског првенства, кратко је радио као асистент тренера репрезентације Христа Стоичкова, а затим је тренирао немачки нижеразредни клуб Бад Вилбел. Током 2005. године, кратко време је био тренер софијске Славије. Године 2006. вратио се у Немачку, тренирао је други тим Ајнтрахта из Франкфурта. Од јануара до маја 2008, био је тренер другог тима Волфсбурга. Затим је две године водио Черноморец Поморје, а од јуна 2011. до јуна 2012. Ботев из Пловдива. Од јуна 2012. године био је тренер бугарског тима Берое Стара Загора и освојио Куп Бугарске сезоне 2012/13.
Хубчев је од 2016. преузео кормило фудбалске репрезентације Бугарске.

## Успеси

### Клуб
Левски Софија (играч)
- Прва лига Бугарске: 1992/93, 1993/94.
- Куп Бугарске: 1991/92, 1992/93.

Берое Стара Загора (тренер)
- Куп Бугарске: 2012/13.

### Репрезентација
Бугарска (играч)
- Светско првенство: четврто место 1994.